# Khalid Eisa
Khalid Eisa (tiếng Ả Rập: خالد عيسى; sinh ngày 15 tháng 9 năm 1989) là một cầu thủ bóng đá Các Tiểu vương quốc Ả Rập Thống nhất. Anh thi đấu cho Đội tuyển bóng đá quốc gia Các Tiểu vương quốc Ả Rập Thống nhất. Anh từng thi đấu tại Thế vận hội Mùa hè 2012.

## Danh hiệu
Các Tiểu vương quốc Ả Rập Thống nhất
- Cúp bóng đá vịnh Ả Rập (1): 2013
- Cúp bóng đá châu Á hạng ba (1): 2015